# Jewel
Ne doit pas être confondu avec Jewell (chanteuse).
Pour l’article ayant un titre homophone, voir Jewell.
 (octobre 2014).
Si vous disposez d'ouvrages ou d'articles de référence ou si vous connaissez des sites web de qualité traitant du thème abordé ici, merci de compléter l'article en donnant les références utiles à sa vérifiabilité et en les liant à la section « Notes et références ».
Jewel Kilcher, simplement dite Jewel, est une chanteuse et actrice américaine, née le 23 mai 1974 à Payson.

## Biographie
Jewel est née à Payson dans l'Utah, mais a passé la plus grande partie de sa jeunesse en Alaska, à la frontière avec le Canada. Elle est la fille d'Atz Kilcher, assistant social, et de Nedra Caroll. Ses parents donnaient des concerts de folk auxquels elle assistait.
À l'école primaire, on s'aperçoit qu'elle souffre de dyslexie.
Ses parents divorcent alors qu'elle a huit ans. Nedra reste à Anchorage et Atz s'installe dans la ferme de ses parents.
Jewel a passé la majeure partie de son adolescence dans la ferme de ses grands-parents paternels, d'origine suisse.
En 1993, alors inconnue, elle est gravement atteinte d'une infection rénale aiguë. Faute de couverture médicale et de moyens financiers, les hôpitaux refusent de la soigner.
Elle a épousé en août 2008 Ty Murray (en), champion de rodéo.
Elle est également la cousine de l'actrice et chanteuse Q'Orianka Kilcher et une bonne amie de Sophie Grégoire, la femme du Premier ministre du Canada, Justin Trudeau.

## Carrière

### Musique
Elle perce dans le monde de la musique au milieu de l'année 1996 ; Pieces of you fut consacré disque d'or plus d'un an après sa sortie, avec 500 000 vendus.
Elle a été nommée quatre fois aux Grammy Awards et a vendu plus de 27 millions d'albums.

### Cinéma
Jewel apparaît en 1999 dans le film d'Ang Lee, Chevauchée avec le diable (Ride with the Devil), où elle joue le rôle d'une veuve durant la guerre de Sécession. Elle apparaît également en 2007 dans Walk Hard - L'histoire de Dewey Cox, où elle chante à la fin du film, avec Jackson Browne, Ghostface Killah et Lyle Lovett. En 2013, Jewel joue le rôle principal de June Carter Cash dans le film Une voix en or, un destin tragique.

### Télévision
Jewel apparaît en 2006, dans un épisode de la série Las Vegas (Father of the Bride Redux), ainsi que dans l'épisode 9 de la première saison de la série Men in Trees : Leçons de séduction, intitulé The Menaissance.
Cette année-là, elle fait également une apparition dans un épisode de 7 à la maison (saison 11), où elle joue son propre rôle.
En 2006 également, elle fait une apparition dans Les Feux de l'amour à l'occasion de l'anniversaire de la mort de Cassie Newman, ses parents organisent cette semaine, un gala de charité.
En 2008, Jewel est également présente dans Bull, l'épisode 11 de la huitième saison de la série Les Experts (Las Vegas), qui se déroule dans le milieu des rodéos.
Le 22 février 2010, elle est la Guest Host avec Ty Murray de Monday Night Raw, show de la WWE.
En 2012, elle interprète June Carter, femme de Johnny Cash, dans le téléfilm Lifetime Ring of Fire. 
En 2013, elle fait partie du jury lors de la 4e saison de l'émission américaine The Sing-Off, une compétition dans laquelle s'affrontent des groupes de chant a cappella.

## Discographie

### Albums
- Pieces of You (en) (1995)
- Spirit (en) (1998)
- Joy : A Holiday Collection (1999)
- This Way (en) (2001)
- 0304 (2003)
- Goodbye Alice In Wonderland (2006)
- Perfectly Clear (2008)
- Lullaby (2009)
- Sweet and Wild (2010)
- The Merry Goes 'Round (2011)
- Greatest Hits (2013)
- Let It Snow : A Holiday Collection (2013)
- Picking Up the Pieces (2015)
- Live at the Inner Change (2020)
- Queen of hearts (2021)
- Freewheelin' Woman (2022)

### Singles
- Who Will Save Your Soul?
- Foolish Games
- You Were Meant for Me
- Morning Song
- Hands
- Down So Long
- Jupiter
- What's Simple Is True
- Standing Still
- Break Me
- This Way
- Serve the Ego
- Intuition
- Stand
- 2 Become 1
- Again And Again
- Goodbye Alice in Wonderland
- Good Day
- Stronger Woman
- Drive To You
- Only One Too
- I Do

## Vidéographie
- Jewel: A Life Uncommon. Un documentaire avec des performances et des interviews. (1999)
- Live at Humphrey's By The Bay. (2004)
- The Essential Live Songbook (coffret 2 DVD Live) (2008)

## Filmographie
- The Wizard of Oz in Concert: Dreams Come True (1995)
- Ride with the Devil (1999)
- The Rutles 2: Can't Buy Me Lunch (2002)
- The Lyon's Den (2003)
- The Young and the Restless (2006)
- Men in Trees (2006)
- Las Vegas (2006)
- 7th Heaven (2006)
- Walk Hard: The Dewey Cox Story (2007)
- Nashville Star (2007)
- C.S.I. (2007)
- Dancing with the Stars (2009)
- The Incurables (2011)
- Platinum Hit (2011)
- The Voice (2012)
- Ring of Fire (2013)
- Dora the Explorer (2014) - Voix
- Axe Cop (2015)
- Our Journey Home (2015)
- Holiday Homecoming with Jewel (2016)
- Comedy Central Roast of Rob Lowe (2016)
- Alaska: The Last Frontier (2016)
- Lost in America (2017)
- Sandy Wexler (2017)
- Concrete Evidence: A Fixer Upper Mystery (2017)
- Framed for Murder: A Fixer Upper Mystery (2017)
- Deadly Deed: A Fixer Upper Mystery (2018)
- Undercover Boss (2018)

## Publications
- A Night Without Armor (poésie)
- Chasing Down the Dawn (autobiographie)

## Distinctions
- American Music Award[Quoi ?][Quand ?]
- MTV Video Music Award[Quoi ?][Quand ?]